# Muiralevu philippinensis
Muiralevu philippinensis är en insektsart som beskrevs av Bernhard Zelazny 1981. Muiralevu philippinensis ingår i släktet Muiralevu och familjen Derbidae. Inga underarter finns listade i Catalogue of Life.